# Farid Müller

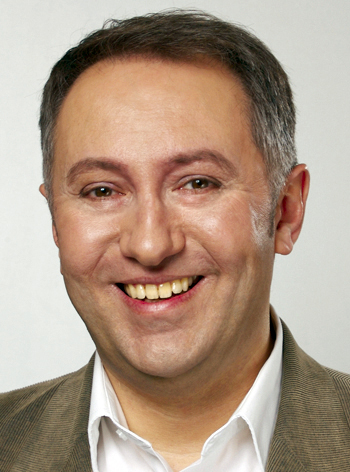
Farid Müller (2008).

Farid Müller (* 6. April 1962 in Kairo) ist ein deutscher Politiker der Partei Bündnis 90/Die Grünen Hamburg. Er war von 1997 bis 2025 Mitglied der Hamburgischen Bürgerschaft.

## Ausbildung und Beruf
Müller studierte BWL mit Schwerpunkt Marketing an der Bremer Fachhochschule sowie Kommunikation und Marketing an der Kommunikationsakademie in Hamburg.

## Partei
1994 trat er in den Kreisverband Hamburg-Mitte der GAL Hamburg ein und wurde später Beisitzer im Landesvorstand. In der Landespartei ist er zuständig für die Ressorts Volksgesetzgebung und Bezirksverwaltungsreform sowie das neue Hamburger Wahlrecht.

## Abgeordneter
Von 1997 bis 2025 war Müller Mitglied der Bürgerschaft der Freien und Hansestadt Hamburg. Als Bürgerschaftsabgeordneter war er Schriftführer und Mitglied des Verfassungsausschusses sowie ständiger Vertreter im Europa- und Kulturausschuss. 2001 wurde er zum Vizepräsidenten der Bürgerschaft gewählt und übte diese Funktion bis 2004 aus.
Müller war 2008 Spitzenkandidat der GAL Hamburg-Mitte für die Wahlkreisliste des Wahlkreises 1 Hamburg-Mitte für die Bürgerschaftswahlen und wurde mit 16,4 Prozent als Abgeordneter dieses Wahlkreises in die Bürgerschaft gewählt. Für die Bundestagswahl 2009 kandidierte Müller im Bundestagswahlkreis Hamburg-Mitte für ein Direktmandat und erreichte 16,5 Prozent der Erststimmen. Bei der Bürgerschaftswahl in Hamburg 2011 wurde er trotz Zweitplatzierung auf der GAL-Liste durch Vorzugsstimmen wiedergewählt.
Bei der Bürgerschaftswahl 2015 errang Müller ein Direktmandat in seinem Wahlkreis. In der Bürgerschaftsfraktion war er Sprecher für die Themen Haushalt- und Finanzpolitik, Medien- und Netzpolitik sowie Lesben und Schwule.
Bei der Bürgerschaftswahl in Hamburg 2020 gelang Müller erneut der Einzug in die Hamburgische Bürgerschaft.
Bei der Bürgerschaftswahl in Hamburg 2025, bei der er wieder kandidiert hatte, verlor er sein langjähriges Abgeordnetenmandat.

## Politische Arbeit
Müller war Initiator der Hamburger Ehe. Diese war die erste Möglichkeit, in Deutschland eine offizielle Anerkennung gleichgeschlechtlicher Partnerschaften seitens des Staates zu erreichen. Die Auswirkungen waren symbolisch, da weder die Unterhaltspflicht tangiert wurde noch ergaben sich steuerliche, tarifliche, ausländerrechtliche oder erbrechtliche Folgen. Mehrere hundert Paare machten von dieser Möglichkeit Gebrauch, die zumindest in einigen Fragen (beispielsweise Totensorge), die der Landeskompetenz unterlagen, nicht völlig wirkungslos war. Die Hamburger Ehe wurde 2005 vom Beust-Senat abgeschafft, nachdem bundesweit die Eingetragene Lebenspartnerschaft durchgesetzt wurde.
Er engagiert sich für die Direkte Demokratie sowie für eine Modifizierung des Wahlrechts, das den Einfluss der Parteien auf die Zusammensetzung der Wahllisten zurückdrängt und den Wählern die Möglichkeit zum Kumulieren und Panaschieren gibt.
In der Medienpolitik engagiert sich Müller für die Sicherung des Medienstandortes Hamburg mit seinem breiten Angebot im Verlagswesen, den Werbeagenturen und der Film- und TV-Produktion. So trug er erheblich zur Sicherung der Filmförderung Hamburg bei.
Außerdem engagiert sich Müller in Initiativen im Kampf gegen HIV und AIDS.